# Giacomo Biffi

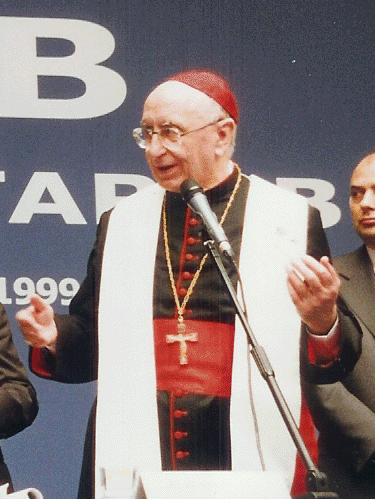
Giacomo Kardinal Biffi (1999)

Wappen von Giacomo Kardinal Biffi

Giacomo Kardinal Biffi (* 13. Juni 1928 in Mailand; † 11. Juli 2015 in Bologna) war Erzbischof von Bologna.

## Leben
Giacomo Biffi studierte am Priesterseminar seiner Heimatstadt Mailand. Am 23. Dezember 1950 empfing er als Lizenziat der Theologie durch Alfredo Ildefonso Kardinal Schuster OSB das Sakrament der Priesterweihe für das Erzbistum Mailand. 1955 schloss er das Studium der Katholischen Theologie und Philosophie mit der Promotion zum Doktor der Theologie ab. Von 1960 bis 1975 wirkte er als Seelsorger im überwiegend von Arbeitern bewohnten Legnano und in Mailand. Ab 1974 versah er einige Jahre die Aufgabe des Bischofsvikars für Kulturfragen des Erzbistums Mailand. 1975 wurde er Direktor des durch ihn reorganisierten Istituto Lombardo di Pastorale, eines katholischen Priesterseminares, wo er Dogmatik dozierte. Er verfasste zahlreiche theologische Bücher und Aufsätze.
Am 7. Dezember 1975 ernannte ihn Papst Paul VI. zum Titularbischof von Fidenae und Weihbischof in Mailand. Die Bischofsweihe spendete ihm Giovanni Kardinal Colombo am 11. Januar 1976; Mitkonsekratoren waren die Mailänder Weihbischöfe Bernardo Citterio und Libero Tresoldi. In der Italienischen Bischofskonferenz gehörte Biffi von 1976 bis 1982 der Kommission für Glaubenslehre an. Am 19. April 1984 berief ihn Papst Johannes Paul II. zum Erzbischof von Bologna und nahm ihn am 25. Mai 1985 als Kardinalpriester mit der Titelkirche Santi Giovanni Evangelista e Petronio in das Kardinalskollegium auf. Zudem war er von 1984 bis 2003 Großprior für Emilia des Ritterordens vom Heiligen Grab zu Jerusalem. Ebenfalls 1984 wurde Biffi Präsident der Bischofskonferenz der Kirchenregion Emilia-Romagna.
Am 16. Dezember 2003 nahm Johannes Paul II. den aus Altersgründen eingereichten Rücktritt als Erzbischof an. Am Konklave 2005 nahm der Kardinal teil, nicht aber am Konklave 2013, da er zu diesem Zeitpunkt bereits das 80. Lebensjahr vollendet hatte. Im April 2009 war er Sondergesandter Benedikts XVI. bei den Feierlichkeiten zum 900. Todestag des heiliggesprochenen Anselms in Aosta. Im Juli 2015 musste ihm ein Bein amputiert werden, nach dieser Operation verschlechterte sich sein Gesundheitszustand. Kardinal Biffi starb schließlich am 11. Juli im 88. Lebensjahr.

## Wirken
Der Kardinal betonte, dass der christliche Glauben keine beliebige Ansammlung und Aneinanderreihung relativer Werte wie Solidarität, Frieden und Umweltschutz sei, sondern der Glaube an Jesus Christus, den Sohn Gottes, und seine Auferstehung. Er verwies in seinen Meditationen auf den russischen Philosophen des 19. Jahrhunderts Wladimir Solowjow, der gesagt habe: „Der Antichrist präsentierte sich als Pazifist, Umweltschützer und als Ökumeniker“. Biffi ging auf die Notwendigkeit der immerwährenden Gemeinschaft mit Jesus Christus durch Teilhabe am Leben der Kirche ein.
Biffi war überzeugt, dass es eine homosexuelle Agenda gebe.
Aufsehen erregte im September 2000 Biffis wiederholter Vorschlag, Einwanderer aus christlichen Ländern wie Polen oder den Philippinen gegenüber jenen aus muslimischen zu bevorzugen, um die christliche Identität Italiens und Europas zu bewahren. Moscheen seien in Europa künftig nur zu errichten, wenn zugleich in muslimischen Ländern Kirchen entstehen dürften. Europa müsse wieder christlich werden oder es werde muslimisch. Die gegenwärtige „Kultur des Nichts“ werde dem nicht ausbleibenden ideologischen Ansturm des Islam nicht standhalten können. Nur die Rückbesinnung auf das „christliche Ereignis“ als einzige Hoffnung für den Menschen – eine entschiedene Auferstehung des alten europäischen Geistes – werde einen anderen Ausgang dieses unvermeidlichen Zusammenstoßes bringen.

## Veröffentlichungen
- Die Frage, die wirklich zählt: Was kommt nach dem Tod? Styria, Graz/Wien/Köln, 1993, ISBN 3-222-12192-3.
- Aufbruch zur Wahrheit. Ein möglicher Dialog. St. Ulrich Verlag, Augsburg, 1999, ISBN 3-929246-35-X.
- Pinocchio oder die Frage nach Gott. St. Ulrich Verlag, Augsburg, 2000, ISBN 3-929246-52-X.
- Sehnsucht nach dem Heil: Weg zur Kirche. St. Ulrich Verlag, Augsburg, 2001, ISBN 3-929246-60-0.
- Memorie e digressioni di un italiano cardinale. 2. Auflage. Cantagalli, Siena, 2010, ISBN 978-88-8272-570-9 (Autobiographie).[8]